# Tabernáculo de los lineros

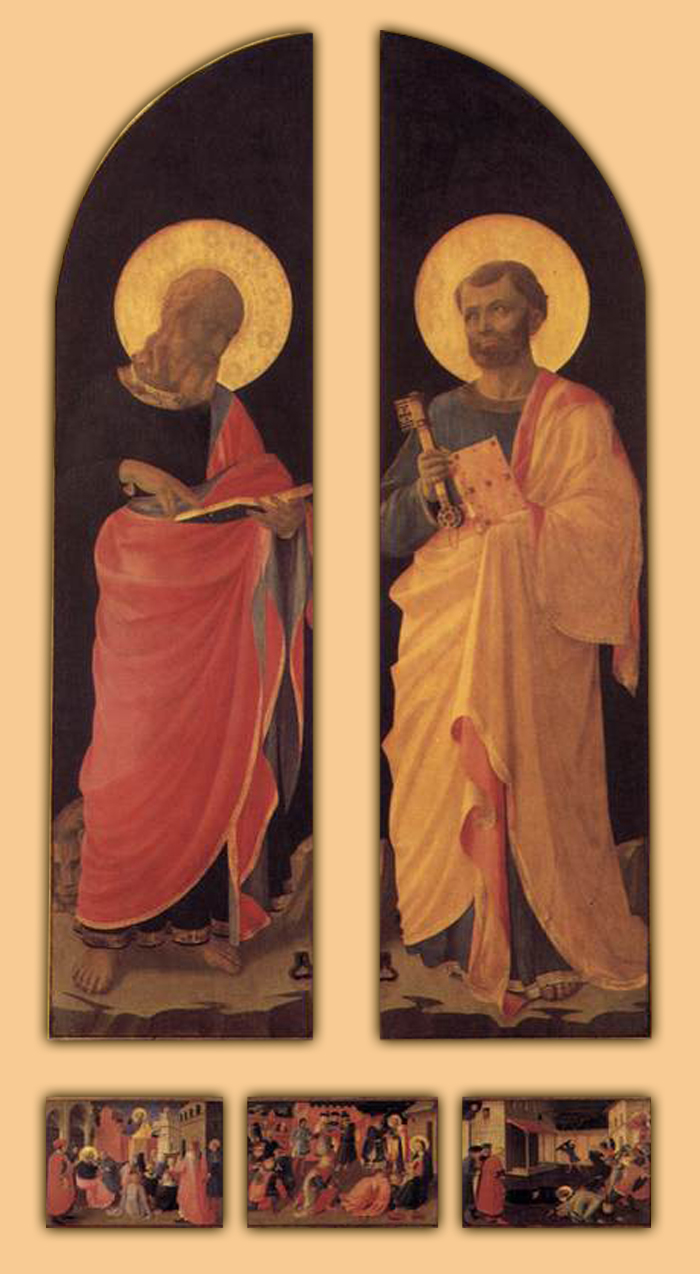
El tabernáculo cerrado

El Tabernáculo de los lineros (en italiano: Tabernacolo dei Linaioli ) es un pequeño templo de mármol de Lorenzo Ghiberti con pinturas de Fra Angélico (témpera sobre  tabla de 260x330 cm). La obra, conservada en el Museo Nacional de San Marcos, en Florencia, se remonta a 1432-1433. 

## Historia
El encargo de un tabernáculo exterior para la sede del gremio de los lineros en Florencia se remonta al mes de octubre de 1432, cuando al carpintero Jacopo di Bartolo da Settignano, conocido como il Papero, se le confió la parte de carpintería, mientras que las partes de mármol fueron esculpidas por Simone di Nanni da Fiesole, basándose en un diseño de Lorenzo Ghiberti (que recibió un pago, el 29 de octubre de ese año, de tres florines de oro). Sin embargo, es posible que la ejecución se completara con un cierto retraso, ya que la parte representada con la Bendición eterna entre dos querubines, iconografía derivada de una obra del sienés Giovanni d'Agostino, muestra una afinidad con las obras de Della Robbia de unos años más tarde.   
El contrato para las pinturas internas firmado por Fra Angélico está fechado el 2 de julio de 1433, con una tarifa acordada de 190 florines de oro. La predela suele estar fechada en 1434-1435 . Se desconoce la fecha exacta de la instalación del tabernáculo en la fachada del edificio. 
La obra es de un tamaño excepcional, comparable, en el panorama de la pintura florentina, sólo a la Maestà de Cimabue o a la Madonna Rucellai de Duccio . Más que un tabernáculo se parece a un portal monumental. Tal vez las medidas y la forma se debieron a un panel o fresco del siglo XIII ya presente, que fue reemplazado, o más probablemente, estaba destinado a igualar con la pintura la majestuosidad de las estatuas en los nichos de la Iglesia de Orsanmichele.   
El trabajo había sido trasladado al Palazzo della Borsa ya en 1777, junto con otras obras encargadas por los gremios de la ciudad, y en ese año la obra fue transferida a los Uffizi . En 1924 fue trasladado al Museo de San Marcos.     
El tabernáculo fue sometido a una extensa restauración completada en 2010, después de la cual se exhibió temporalmente en la biblioteca de Michelozzo en el Museo de San Marcos.

## Descripción
El tabernáculo está compuesto por una estructura rectangular de mármol con una cúspide triangular, donde hay una almendra con la bendición de Cristo y ángeles querubines . En el centro, dentro de una abertura arqueada, está el panel de Fra Angélico, con la Maestà enmarcada por una banda con doce ángeles tocando música. Frente a ella hay dos puertas móviles pintadas a ambos lados con santos de cuerpo entero: afuera, visibles cuando el tabernáculo está cerrado, están  San Marcos Evangelista (izquierda) y San Pedro (derecha); adentro San Juan Bautista (izquierda) y San Juan Evangelista (derecha). El retablo se completa con una predela, dividida en tres paneles con: San Pedro dictando el Evangelio a a San Marcos, la Adoración de los Magos y el Martirio de San Marcos . La figura de Marcos se repite porque era el protector del gremio.   

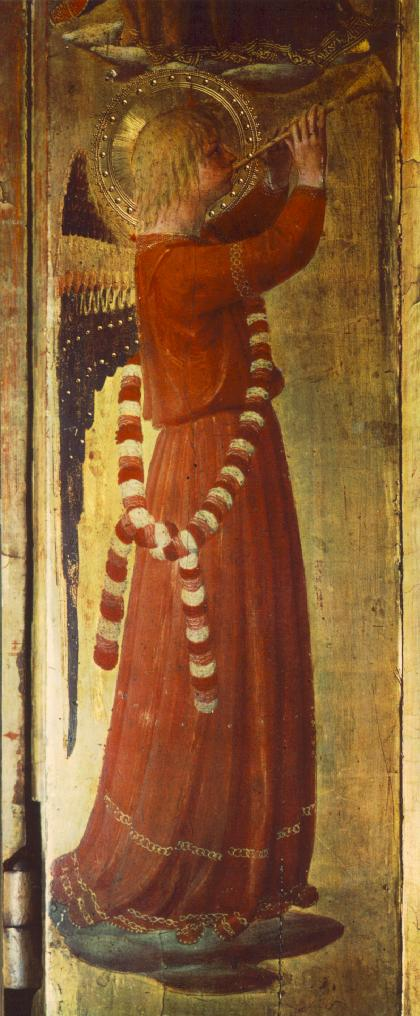
Ángel músico

El panel central, aunque muy dañado, tiene un estilo similar al de las primeras obras de Angélico, con un escalón de mármol en el que se encuentra el trono; En cuanto a la cortina ricamente decorada que se abre detrás de la Virgen, puede interpretarse no sólo como una evocación de la actividad de los patrocinadores, sino también como una alusión a la Tienda del Señor donde se colocó el Arca de la Alianza, cubierta con telas preciosas y adornos de oro, de la que María, Madre de Dios, es la figuración. Se puede ver un techo pintado como un cielo estrellado donde vuela la paloma del Espíritu Santo (similar a la Anunciación de Masolino).   
En cuanto a la cortina ricamente decorada que se abre detrás de la Virgen, puede interpretarse no sólo como una evocación de la actividad de los patrocinadores, sino también como una alusión a la Tienda del Señor donde se colocó el Arca de la Alianza, cubierta con telas preciosas y adornos de oro, de la que María, Madre de Dios, es la figuración

## Estilo
Las figuras del tabernáculo se caracterizan por la axialidad y centralidad de la perspectiva. La Virgen está enmarcada por una profusión de brocados y cortinas doradas, que le dan un aura de preciosidad y suspensión comparable a la de los iconos . La importancia que se da a los tejidos puede estar vinculada a la temática propia de la actividad del gremio, pero su presencia también amplifica la luz, los volúmenes y los colores de la Virgen y el Niño.   
Los santos, a pesar del tamaño que los hacía más grandes que cualquier otro panel florentino de la época, fueron representados con extrema destreza y quizás Lorenzo Ghiberti ayudó en el dibujo, como parece sugerir un pasaje de los Comentari  y algunas similitudes con sus estatuas. para Orsanmichele (en particular San Mateo y San Esteban, de los cuales las pinturas de las puertas parecen transfiguraciones pictóricas). Las majestuosas figuras del Tabernáculo fueron probablemente creadas para participar plenamente con los tabernáculos de Orsanmichele, donde los otros gremios tenían las estatuas de sus santos patrones.   
Los santos están pintados con una tridimensionalidad calculada y parecen perforar la superficie pictórica, al igual que las estatuas: San Juan Bautista sostiene la cruz hacia adelante con respecto al cuerpo; San Juan Evangelista, tiene la mano derecha extendida en señal de bendición y el libro vuelto hacia el espectador; San Marcos, protector del gremio, tiene una pose organizada en las líneas diagonales y un libro en perspectiva; San Pedro sostiene finalmente el libro de las Epístolas con ambas manos y tiene la mano derecha ligeramente adelantada al cuerpo y la izquierda empujada hacia afuera desde debajo del manto.   
Los ángeles músicos del cuadro se dibujan con gran libertad, mayor que en obras anteriores, y tal vez Ghiberti intervino en su dibujo, aunque el estado de conservación no permite juzgar si fueron realmente pintados por Fra Angélico o por un colaborador.

## Predela
El primer panel de la predela muestra a San Pedro dictando el Evangelio a San Marcos . Allí se puede ver al primer apóstol predicando a la multitud desde un púlpito de madera con base hexagonal mientras que a la izquierda, San Marcos está escribiendo, con la ayuda de un novicio arrodillado que sostiene su tintero. Participan en la escena numerosas figuras vestidas según la moda de la época, mientras que el fondo está compuesto por una serie de edificios en perspectiva, que recuerdan más o menos fielmente a visiones de la arquitectura florentina pintadas con remates notables (el campanario de Badia, Palazzo Vecchio, etc.) La forma de la figura de San Pedro y la composición con los personajes de perfil y por detrás recuerdan algunos de los frescos de la Capilla Brancacci, en particular la Resurrección del hijo de Teófilo y San Pedro en la silla de Masaccio. La profundidad espacial es mayor que en las escenas pintadas anteriormente.     
El panel central presenta una innovadora Adoración de los Magos, donde en lugar de la tradicional procesión dispuesta horizontalmente como un friso (como en la Anunciación de Cortona ) hay una composición circular. La Virgen y el Niño siempre están sentados a la derecha para recibir el homenaje de dos Reyes Magos, mientras que el resto de la procesión está dispuesta en una fila paralela en el fondo, con el tercer mago ocupado en hablar con San José. En la cabeza del joven entre los dos caballos, pintada con una técnica puntillista, está la mano del joven Piero della Francesca.   
La tercera escena muestra el Martirio de San Marcos : el cuerpo del santo, arrastrado por las calles de Alejandría, es atrapado por una prodigiosa tormenta de granizo que hace huir a los torturadores. La parte derecha está ocupada por la representación de la tormenta de la que huyen los personajes simultáneamente, con acciones elocuentes que en la obra del artista sólo se encuentran en las escenas de la Vida de los Santos Cosme y Damián del retablo de San Marcos. La representación atmosférica de la tormenta recuerda el Milagro de la Nieve de Sassetta en Siena, pero no se refleja en la pintura florentina.   
La predela 

## Otros proyectos
- Wikimedia Commons contiene imágenes u otros archivos en el Tabernáculo de los lineros